# Urrechua (Álava)
Urrechua es un despoblado que actualmente forma parte del concejo de Amézaga de Zuya, que está situado en el municipio de Zuya, en la provincia de Álava, País Vasco (España).

## Toponimia
A lo largo de los siglos ha sido conocido con los nombres de Urracho, Urrecha y Urrechu.

## Historia
Documentado desde 1138, como formando parte del concejo de Sarría. Se desconoce cuándo se despobló.
Actualmente sus tierras son conocidas con el topónimo de Urretxu.